# Криптоэкономика
Криптоэкономика — экономическая парадигма междисциплинарного подхода к изучению цифровой экономики и приложений децентрализованного финансирования (DeFi). 
Криптоэкономика объединяет концепции и принципы традиционной экономики, криптографии, информатики и теории игр. Так же, как традиционная экономика обеспечивает теоретическую основу для традиционных финансовых услуг (также известных как централизованные финансы или CeFi). Кроме того, обеспечивает теоретическую основу для услуг типа DeFi, покупаемых и продаваемых с помощью фиатных криптовалют и выполняемых с помощью смарт-контрактов.

## Определения
Термин «криптоэкономика» был введен сообществом Ethereum в годы его становления (2014–2015 годы) на основе экономических стимулов,впервые появившихся в исходном протоколе Биткойн в 2008 г. .  Хотя термин обычно приписывается Виталику Бутерину, самое раннее общедоступное задокументированное использование — это выступление Влада Замфира в 2015 году под названием «Что такое криптоэкономика?». Взгляд Замфира на криптоэкономику относительно широк: «…формальная дисциплина, изучающая протоколы, управляющие производством, распределением и потреблением товаров и услуг в децентрализованной цифровой экономике». С другой стороны, точка зрения Бутерина более узкая и прагматичная: «… методология построения систем, которые пытаются гарантировать определенные свойства информационной безопасности».
Основные цели криптоэкономики — понять, как финансировать, проектировать, разрабатывать и облегчать работу систем DeFi, а также применять экономические стимулы и штрафы для регулирования распределения товаров и услуг в странах с формирующейся цифровой экономикой.
Криптоэкономику можно считать эволюцией цифровой экономики, которая, в свою очередь, развилась из традиционной экономики (обычно делящейся на микроэкономику и макроэкономику). Следовательно, традиционные экономические концепции производства, распределения и потребления товаров и услуг также применимы к криптоэкономике. Например, к ним относятся три основных закона экономики Адама Смита : закон спроса и предложения, закон личного интереса и закон конкуренции. Они также включают более современные экономические концепции, такие как теория бумажных денег и современная денежная теория. 

## Поддисциплины
Подобно тому, как традиционная экономика делится на макроэкономику (региональную, национальную и международную экономику) и микроэкономику (индивидуальную экономику и экономику предприятия), криптоэкономику можно разделить на криптомакроэкономику и криптомикроэкономику.

### Крипто-макроэкономика
Крипто-макроэкономика занимается региональным, национальным и международным регулированием криптовалют и транзакций DeFi. Интерес правительств Большой семерки к криптовалютам стал очевиден в августе 2014 года, когда Министерство финансов Соединенного Королевства заказало исследование криптовалют и их потенциальной роли в экономике Великобритании и опубликовало свой окончательный отчет в январе 2021 года. В июне 2021 года Сальвадор стал первой страной, принявшей биткойн в качестве законного платежного средства. В августе 2021 года Куба приняла юридическое решение о признании и регулировании криптовалют, таких как биткойн. Однако в сентябре 2021 года правительство КНР, крупнейшего рынка криптовалюты, объявило все операции с криптовалютой незаконными, после нескольких лет запрета на деятельность посредников и майнеров в Китае.

### Крипто-микроэкономика
Крипто-микроэкономика занимается индивидуальным и корпоративным использованием криптовалют и транзакций DeFi. Подавляющее большинство взрослых американцев слышали об основных криптовалютах (биткойн, эфир), а 16% говорят, что они лично инвестировали в них, торговали или использовали их иным образом. Криптовалюты используют более 300 миллионов человек  по всему миру, в том числе, около 46 миллионов граждан США инвестировали в биткойн.

## Критика и противоречия
Биткойн, наряду с другими криптовалютами, был описан как экономический пузырь многими экономистами, включая Роберта Шиллера, Джозефа Стиглица, Ричарда Талера, Пола Кругмана и Нуриэля Рубини. Кроме того, биткойн и другие криптовалюты подвергались критике за количество электроэнергии, необходимое для «добычи» криптовалюты (проверки транзакций в блокчейне) и за то, что они использовались для покупки нелегальных товаров.